# Lerista karlschmidti
Lerista karlschmidti — вид сцинкоподібних ящірок родини сцинкових (Scincidae). Ендемік Австралії. Вид названий на честь американського герпетолога Карла Паттерсона Шмідта.

## Поширення і екологія
Lerista karlschmidti мешкають на північному сході Квінсленду, в районі Вудстока, а також поширені на півночі Північної території. Вони живуть на відкритих піщаних рівнинах, в мусонних лісах, в ярах і ущелинах в сезонно сухих лісах та серед скель. 